# 长河街道 (杭州市)
长河街道是中国浙江省杭州市滨江区下辖的一个街道办事处。辖区总面积29.18平方公里，人口4.13万人。

## 建制沿革
1996年前属萧山。1996年5月，长河镇划归西湖区。同年12月，与西兴、浦沿两镇组成滨江区。2003年，改为街道。

## 行政区划
2009年，长河街道辖有8个社区、6个行政村：
- 社区：天官、中兴、江二、长河、江一、江三、长一、长二社区；
- 行政村：山一、张家、汤家井、汤家桥、傅家峙、塘子堰。